# Les Déménageurs bretons
 (novembre 2018).
Les déménageurs bretons est une franchise nationale française créée en 1968, spécialisée dans le déménagement de particuliers et le transfert d’entreprises 

## Histoire

### Histoire du réseau
Roger Danielou, originaire de Bretagne, crée la marque "Les déménageurs bretons" en 1961. La société s’installe dans un premier temps à Bordeaux,. En 1968, Roger Danielou ouvre de nouvelles filiales à Brest et Lyon. En 1982, la société est rachetée par ELIF (Européenne Location Industriel Franchise) et commence à se développer en franchises. « Les déménageurs bretons » devient la propriété du franchiseur ELIF SARL. 
En 1998, Alain Taïeb, prend la direction de la société ELIF, et une nouvelle équipe est constituée autour d’Emmanuel Le Guen.  
Le réseau se développe (certification du réseau Afnor NF Services, recrutement de nouveaux franchisés, communication au grand public) et connaît une progression de son chiffre d'affaires.  
En novembre 2010, le réseau développe le déménagement international, ainsi que les déménagements correspondant à des transferts d'entreprise. Le réseau compte alors 700 véhicules et 1 600 salariés.   
Depuis 2014, Ghislain Leunens est à la direction du réseau  qui compte 150 franchises en France[source insuffisante].

### Positionnement
Le réseau Les déménageurs bretons est en concurrence avec trois autres réseaux au niveau national : Demeco, Les Gentlemen du déménagement, et France Armor.
Il doit faire face aussi au développement des déménageurs « low cost ».

### Chiffres clés
Le chiffre d'affaires du franchiseur de la marque Les déménageurs bretons, ELIF SARL, est évaluée à 3 657 200 euros en 2017.

### Baromètre annuel
La société propose le « Baromètre du déménagement », un sondage annuel sur les déménagements des français qu'ils commandent à l'institut de sondage ifop.

## Organisation du réseau et offre commerciale
Il s'agit d'une société à responsabilité limitée regroupant plusieurs sociétés indépendantes sous la franchise Les déménageurs bretons, sociétés constituant son réseau. 

### Une organisation du réseau en franchises
Organisé en franchises dès 1982, le réseau Les déménageurs bretons se compose fin 2023, de 150 agences réparties sur l’ensemble du territoire de France métropolitaine et détient 700 véhicules et 900 caisses mobiles. 
Depuis 2011, la société a développé son offre à l’international et propose désormais une offre à tous les particuliers s’expatriant.

### Activités
En 2022, les déménagements des particuliers représentaient 80 % de l'activité de la société.
Le réseau a aussi développé une gamme destinée aux professionnels, afin de déménager le siège social des entreprises et/ou les bureaux.